# Topeka
Topeka ist die Hauptstadt des US-Bundesstaats Kansas und Verwaltungssitz des Shawnee County. Das U.S. Census Bureau hat bei der Volkszählung 2020 eine Einwohnerzahl von 126.587 ermittelt.
Dieser heutige Industriestandort war früher wegen der Atchison, Topeka and Santa Fe Railway ein wichtiger Eisenbahnort. Nördlich von Topeka befinden sich einige Indianerreservate mit Casinos.
Besondere Bedeutung erlangte Topeka als Ausgangspunkt der amerikanischen Pfingstbewegung zu Anfang des 20. Jahrhunderts. 1954 war die Monroe Elementary School in Topeka eine von vier Grundschulen, an denen die Rassentrennung gerichtlich angefochten wurde. Im Grundsatzurteil Brown v. Board of Education entschied der Oberste Gerichtshof die Aufhebung dieser Diskriminierung. Die Monroe-Schule wurde 1992 als Brown v. Board of Education National Historic Site zur Gedenkstätte ernannt.
In Topeka wurde 1860 Charles Curtis, der 31. Vizepräsident der Vereinigten Staaten, geboren. Drei Schiffe der US-Marine wurden zu Ehren der Stadt USS Topeka getauft, zurzeit trägt ein Atom-U-Boot diesen Namen.
Für die Dauer des Monats März 2010 benannte sich die Stadt in „Google“ um. Google revanchierte sich mit einem Aprilscherz am 1. April 2010, als es im Google Blog erklärte, es habe sich in „Topeka“ umbenannt, und auf der US-Google-Seite das Google-Logo durch „Topeka“ ersetzte. Außerdem benannte sich die Stadt an den Tagen der Erscheinung von Pokémon Rot und Blau sowie Pokémon: Let’s Go, Pikachu! und Let’s Go, Evoli! zu „ToPikachu“ um.

## Geschichte
In den 1840er-Jahren, nachdem mit dem South Pass eine einfache Möglichkeit zur Überquerung der Rocky Mountains entdeckt worden war, begann über den Oregon Trail die Besiedlung des Pazifischen Nordwestens. Im Gebiet der späteren Stadt Topeka wurde damals eine regelmäßige Fährverbindung zur Überquerung des Kansas River eingerichtet. Jedoch wurden erst ab 1854 die ersten Holzhütten errichtet. Topeka wurde in der Folge schnell von Flussdampfern angelaufen, die Handel mit Holz, Weizen, Fleisch und Kartoffeln trieben. Die Bedeutung der Stadt für den Handel beförderte ihr Wachstum und die Entstehung wichtiger Infrastrukturen.
Das nun entstandene Kansas-Territorium war Schauplatz blutiger Auseinandersetzungen zwischen Abolitionisten und Befürwortern der Sklaverei (Bleeding Kansas), bis Kansas 1861 als 34. Staat in die Union aufgenommen wurde. Nachdem Topeka zur Hauptstadt bestimmt worden war, wurde 1866 mit dem Bau des Kansas State Capitol begonnen. Während des Amerikanischen Bürgerkrieges wurde zum Schutz der Stadt ein Fort errichtet. Die Entwicklung der Stadt wurde durch den Krieg und eine Dürre gebremst. In dieser Zeit kamen aber auch viele neue Bewohner – häufig Afroamerikaner – in die Stadt.
1865 wurde das Lincoln College (die heutige Washburn University) gegründet. Die 1858 gegründete Eisenbahngesellschaft Atchison, Topeka and Santa Fe Railway begann, Topeka über Eisenbahnstrecken mit den Nachbarstädten zu verbinden.
Ein in den 1880er Jahren einsetzender Immobilienboom führte zur Verdopplung der Bevölkerung – und am Ende zum Ruin vieler Investoren.
In den ersten Jahren des 20. Jahrhunderts gewann die Automobilindustrie zunehmend an Bedeutung.
Die in weiten Teilen der USA verbreitete Rassentrennung an öffentlichen Schulen veranlasste den in Topeka lebenden Oliver Brown zur Klage gegen die örtliche Schulbehörde. Der Fall wurde schließlich vor dem Obersten Gerichtshof der Vereinigten Staaten verhandelt (Brown v. Board of Education) und führte zur Aufhebung des bis dahin geltenden Grundsatzes „Separate but equal“.
Die im Zweiten Weltkrieg gegründete Luftwaffenbasis wurde in den 1950er Jahren zu einem großen Stützpunkt des Strategic Air Command ausgebaut. Nach der Schließung der Basis 1976 werden heute Teile der Anlage sowohl zivil als auch militärisch (durch die Kansas Air National Guard) genutzt.

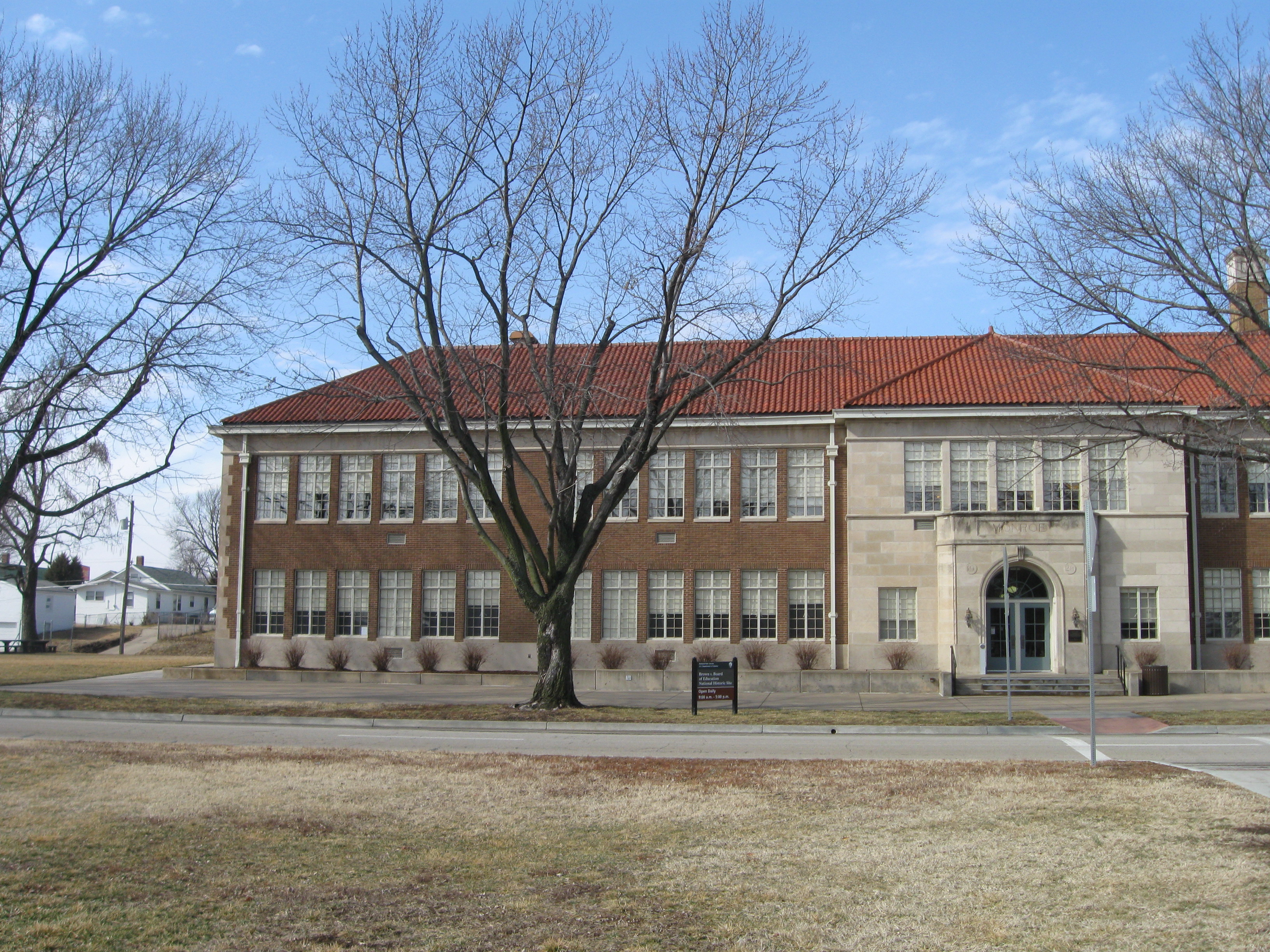
Monroe Elementary School (2013)

Ein Ort in Topeka hat den Status einer National Historic Landmark, die Sumner Elementary School / Monroe Elementary School, die Gegenstand im Bürgerrechtsverfahren Brown v. Board of Education waren. 64 Bauwerke und Stätten der Stadt sind im National Register of Historic Places (NRHP) eingetragen (Stand 4. November 2018).

## Bevölkerung
| Jahr | Einwohner¹ |
| ---- | ---------- |
| 1980 | 118.690    |
| 1990 | 119.883    |
| 2000 | 123.978    |
| 2010 | 127.474    |
| 2020 | 126.587    |

76,2 % der Bevölkerung von Topeka sind europäischer Abstammung, 11,3 % sind Afroamerikaner, 1,4 % Indianer, 1,3 % Asiaten. Es leben etwas mehr Frauen (52,2 %) als Männer (47,8 %) in der Stadt.
12,5 % der Bevölkerung leben unterhalb der Armutsgrenze.

## Religionsgemeinschaften
Eine Auflistung der in Topeka präsenten Religionsgemeinschaften:
- 15 Baptistengemeinden
  - darunter eine koreanischsprachige und die Westboro Baptist Church des Hasspredigers Fred Phelps
- Zwölf evangelisch-lutherische Gemeinden
- Neun evangelisch-methodistische Gemeinden
- Fünf presbyterianische Gemeinden
- Drei Mormonengemeinden
- Zwei Adventgemeinden
- Eine römisch-katholische Gemeinde
- Eine jüdische Gemeinde (Temple Beth Shalom)
- Ein islamisches Zentrum
- Eine Bahaigemeinde

## Söhne und Töchter der Stadt
- Charles Curtis (1860–1936), 31. Vizepräsident der Vereinigten Staaten von Amerika
- Hale Hamilton (1879–1942), Schauspieler
- Paul Bowman Popenoe (1888–1979), Pflanzensammler, Eheberater und Eugeniker
- Edythe Turnham (1890–1950), Jazzmusikerin
- Charles W. Ryder (1892–1960), Generalmajor der United States Army
- Karl Menninger (1893–1990), Psychiater
- John States Seybold (1897–1984), Offizier und von 1952 bis 1956 Gouverneur der Panamakanalzone
- Kenneth Miller Adams (1897–1966), Maler, Lithograf, Wandmaler und Kunstpädagoge
- Ruth Patrick (1907–2013), Botanikerin und Limnologin
- George Wettling (1907–1968), Jazzmusiker
- Streamline Ewing (1917–2002), Jazz-Posaunist
- Gwendolyn Brooks (1917–2000), „Poet Laureate“ von Illinois
- Arthur H. Wolf (1917–2002), Filmproduzent, Filmregisseur und Drehbuchautor
- Georgia Louise Harris Brown (1918–1999), Architektin
- Joanne Jordan (1920–2009), Schauspielerin
- Bobby Sharp (1924–2013), Musiker und Songwriter
- Joan Finney (1925–2001), Gouverneurin von Kansas
- Robert J. Corber (1926–2011), Rechtsanwalt
- Sydney Anderson (1927–2018), Mammaloge, Museumskurator und Hochschullehrer
- R. Dean Tice (* 1927), Generalleutnant der United States Army
- Dean R. Campbell (1928–2017), Soldat und Begründer des Weltlinkshändertages
- Buddy Wise (1928–1955), Jazzmusiker
- Jack Disney (1930–2024), Bahnradsportler
- Lois Smith (* 1930), Schauspielerin
- Bill Disney (1932–2009), Eisschnellläufer
- Nancy Landon Kassebaum (* 1932), US-Senatorin für Kansas
- George Dickerson (1933–2015), Schauspieler
- Pat Roberts (* 1936), US-Senator für Kansas
- Wes Jackson (* 1936), Biologe
- Helen Chenoweth-Hage (1938–2006), Politikerin
- Eugene Nottingham (1939–2010), Ingenieur
- Richard Rohr (* 1943), Franziskanerpater, Prediger und Autor spiritueller Bücher
- Fred H. Kulhawy (* 1943), Bauingenieur
- James R. Goodman (* 1944), Informatiker und Computerarchitekt
- Michael Beeson (* 1945), Mathematiker und Informatiker
- Lane Tietgen, Komponist, Dichter, Sänger, Gitarrist[12]
- Kerry Livgren (* 1949), Musiker
- Ed Neumeister (* 1952), Jazzposaunist
- Annette Bening (* 1958), Schauspielerin
- Katrina Leskanich (* 1960), Sängerin
- Steve Tilford (1960–2017), Radrennfahrer
- Lynn Jenkins (* 1963), Politikerin
- Travis Schuldt (* 1974), Schauspieler
- Andy McKee (* 1979), Fingerstyle-Gitarrist und Komponist
- Brandon Quintin Adams (* 1979), Schauspieler
- Gary Woodland (* 1984), Berufsgolfer
- Nick Weiler-Babb (* 1995), Basketballspieler
- Cooper Woestendick (* 2006), Tennisspieler

## Klimatabelle
|                       | Jan  | Feb  | Mär  | Apr  | Mai   | Jun   | Jul  | Aug  | Sep  | Okt  | Nov  | Dez  |   |       |
| Mittl. Tagesmax. (°C) | 2,8  | 5,9  | 12,8 | 19,4 | 24,3  | 29,0  | 31,8 | 30,8 | 26,5 | 20,6 | 12,2 | 4,7  | ⌀ | 18,5  |
| Mittl. Tagesmin. (°C) | −8,7 | −5,7 | 0,1  | 6,0  | 11,8  | 17,2  | 19,8 | 18,3 | 13,2 | 6,4  | 0,0  | −6,1 | ⌀ | 6,1   |
|                       |      |      |      |      |       |       |      |      |      |      |      |      |   |       |
| Niederschlag (mm)     | 24,1 | 26,4 | 62,5 | 78,2 | 113,0 | 140,7 | 91,2 | 98,8 | 96,8 | 77,7 | 49,0 | 36,3 | Σ | 894,7 |
|                       |      |      |      |      |       |       |      |      |      |      |      |      |   |       |
| Regentage (d)         | 4,0  | 4,0  | 6,8  | 7,3  | 8,9   | 8,7   | 6,6  | 6,7  | 7,0  | 5,6  | 4,9  | 4,9  | Σ | 75,4  |

| −8,7 |

| −5,7 |

| 0,1 |

| 6,0 |

| 11,8 |

| 17,2 |

| 19,8 |

| 18,3 |

| 13,2 |

| 6,4 |

| 0,0 |

| −6,1 |

| −8,7 |

| −5,7 |

| 0,1 |

| 6,0 |

| 11,8 |

| 17,2 |

| 19,8 |

| 18,3 |

| 13,2 |

| 6,4 |

| 0,0 |

| −6,1 |

## Kurioses
- Am 27. Oktober 2018 nannte sich Topeka einen Tag lang ToPikachu.[13]